# Salka asna
Salka asna är en insektsart som beskrevs av Irena Dworakowska 1976. Salka asna ingår i släktet Salka och familjen dvärgstritar.
Artens utbredningsområde är Taiwan. Inga underarter finns listade i Catalogue of Life.